# Kevade
Kevade é um filme de drama estónio de 1970 dirigido por Arvo Kruusement e é uma adaptação cinematográfica do popular romance homónimo de Oskar Luts O filme ficou em primeiro lugar na pesquisa dos dez melhores filmes da Estónia, realizada em 2002 por críticos de cinema e jornalistas da Estónia. Em 1970, o filme teve 558 000 espetadores na Estónia, então quase metade da população total do país de 1,36 milhão e 8 100 000 na União Soviética em 1971. O filme foi relançado na Estónia a 13 de abril de 2006.
O filme foi rodado em Palamuse, área protótipo de "Paunvere" de Oskar Luts. Foi seguido por três sequências: Suvi (Verão), de 1976, Sügis (Outono), de 1990 e Talve (Inverno), de 2020, todas incluindo atores originais deste filme.

## Sinopse
O filme é baseado no conto homónimo ("Kevade") do escritor e filósofo estónio Oskar Lutsu e passa-se numa vila estónia no final do século XIX. A história centra-se nas crianças da aldeia ao longo de um ano letivo. A maior parte do enredo e do desenvolvimento do personagem ocorre na primavera, culminando no primeiro amor, amizades e outras emoções da maioridade.

## Elenco
- Arno Liiver - Arno Tali
- Riina Hein - Raja Teele
- Aare Laanemets - Joosep Toots
- Margus Lepa - Georg Adniel Kiir
- Ain Lutsepp - Tõnisson
- Leonhard Merzin - Teacher Laur
- Endel Ani - Pároco, Julk-Jüri
- Kaljo Kiisk - Kristjan Lible
- Rein Aedma - Jaan Imelik
- Kalle Eomois - Kuslap
- Ervin Abel - Papa Kiir